# Nueva Guinea
Nueva Guinea är en kommun (municipio) i Nicaragua med 77 191 invånare (2012). Den ligger i den autonoma regionen Costa Caribe Sur, i den södra delen av landet. Nueva Guinea är en nybyggarort med omfattande boskapsskötsel.

## Geografi
Nueva Guinea gränsar till kommunerna Muelle de los Bueyes i norr, El Rama i nordost, Bluefields i sydost, San Carlos i söder, San Miguelito i sydväst samt El Almendro och El Coral i väster. Kommunens största ort och centralort är Nueva Guinea med 15 294 invånare (2005).

## Historia
Kommunen grundades 1981. År 2008 upphöjdes Nueva Guinea till rangen av ciudad (stad).

## Kända personer från Nueva Guinea
- Osmar Bravo (1984-), boxare[8]